# Inspector Morse
Inspector Morse es una serie policiaca británica retransmitida entre el 6 de enero de 1987 y el 15 de noviembre de 2000 por la cadena de televisión ITV, basada en las novelas del escritor Colin Dexter, creador del personaje del detective de la policía de Oxford, Endeavour Morse. 
El Inspector Morse es un agente de la policía de Thames Valley en Oxford, Inglaterra. Es interpretado por John Thaw en la serie televisiva. El personaje se caracteriza por poseer un temperamento hosco y algo esnob. En la serie conduce un automóvil marca Jaguar, un Mark 2 de los 60 (en las primeras novelas es un Lancia), posee una afinidad especial por la cerveza artesanal inglesa y pasión por la música clásica (especialmente la ópera y Wilhelm Richard Wagner), la poesía, el arte y los crucigramas crípticos.  
Capítulo a capítulo, cuenta con la ayuda del  sargento Robbie Lewis. La relación de Morse con Lewis es fundamental para el desarrollo de la trama a lo largo de cada capítulo de la serie. 
La serie contó con la participación de actores como Simon Callow, Kenneth Cranham, Michael Gough, Jason Isaacs, Keith Allen, Sean Bean, Gemma Jones, Harriet Walter, Patrick Troughton, Ian McDiarmid, Martin Clunes, Anna Chancellor, Rachel Weisz, Phyllis Logan, Roger Lloyd-Pack, Sorcha Cusack, entre otros...
En 2006, se estrenó una secuela de esta serie centrada en el personaje de Robert "Robbie" Lewis, interpretado por Kevin Whately que formaba parte de la serie original, como compañero del inspector Morse en la resolución de los casos. Finalizó el 10 de noviembre del 2015.
En 2012, se estrenó una precuela de esta serie centrada en los inicios como agente de policía del inspector Endeavour Morse y que se tituló Endeavour (que era el primer nombre del Inspector Morse), la cual finalizó en el año 2023, interpretada por el actor Shaun Evans como un joven Morse en sus inicios en el departamento de la policía.

## Personajes

### Personajes principales
| Actor         | Personaje               | Ocupación                               | Episodios | Duración    |
| ------------- | ----------------------- | --------------------------------------- | --------- | ----------- |
| John Thaw     | DCI. Endeavour Morse    | Inspector en Jefe / Detective Inspector | 33        | 1987 - 2000 |
| Kevin Whately | DS. Robbie Lewis        | Detective Sargento                      | 33        | 1987 - 2000 |
| James Grout   | Chief Supt. Jim Strange | Superintendente                         | 22        | 1987 - 2000 |

### Personajes recurrentes
| Actor        | Personaje        | Ocupación | Episodios | Duración          |
| ------------ | ---------------- | --------- | --------- | ----------------- |
| Clare Holman | Dr. Laura Hobson | Patóloga  | 5         | 1995 - 1998, 2000 |

### Antiguos personajes recurrentes
| Actor            | Personaje            | Ocupación | Episodios | Duración    |
| ---------------- | -------------------- | --------- | --------- | ----------- |
| Peter Woodthorpe | Dr. Max              | Patólogo  | 7         | 1987 - 1988 |
| Amanda Hillwood  | Dr. Grayling Russell | Patóloga  | 4         | 1989        |

## Episodios
La serie está compuesta por treinta y tres episodios de dos horas (cien minutos sin incluir anuncios), veinte episodios más que el número de novelas escritas por Dexter, producidos entre 1987 y 2000. 
Cada episodio constaba de una investigación de asesinato en la que aparecían varios actores invitados y constituía una historia completa y separada de las demás.
El escritor Anthony Minghella escribió los guiones de trfue  La muerte de Jericó (The Dead of Jericho), que se rodó en el verano de 1985, se estrenó el 6 de enero de 1987 e incluía en el elenco a Gemma Jones, Patrick Troughton y James Laurenson.

## Localizaciones de la serie
Esta serie tiene la particularidad de que los capítulos transcurren en la ciudad de Oxford o en los alrededores de la universidad de la ciudad. Las principales localizaciones utilizadas a lo largo de la serie son:
Universidades:
-Universidad de Oxford
-Beaumont College (ficticia, representada por Corpus Christi College)
-Lonsdale College (ficticia, representada por Brasenose College y Exeter College)

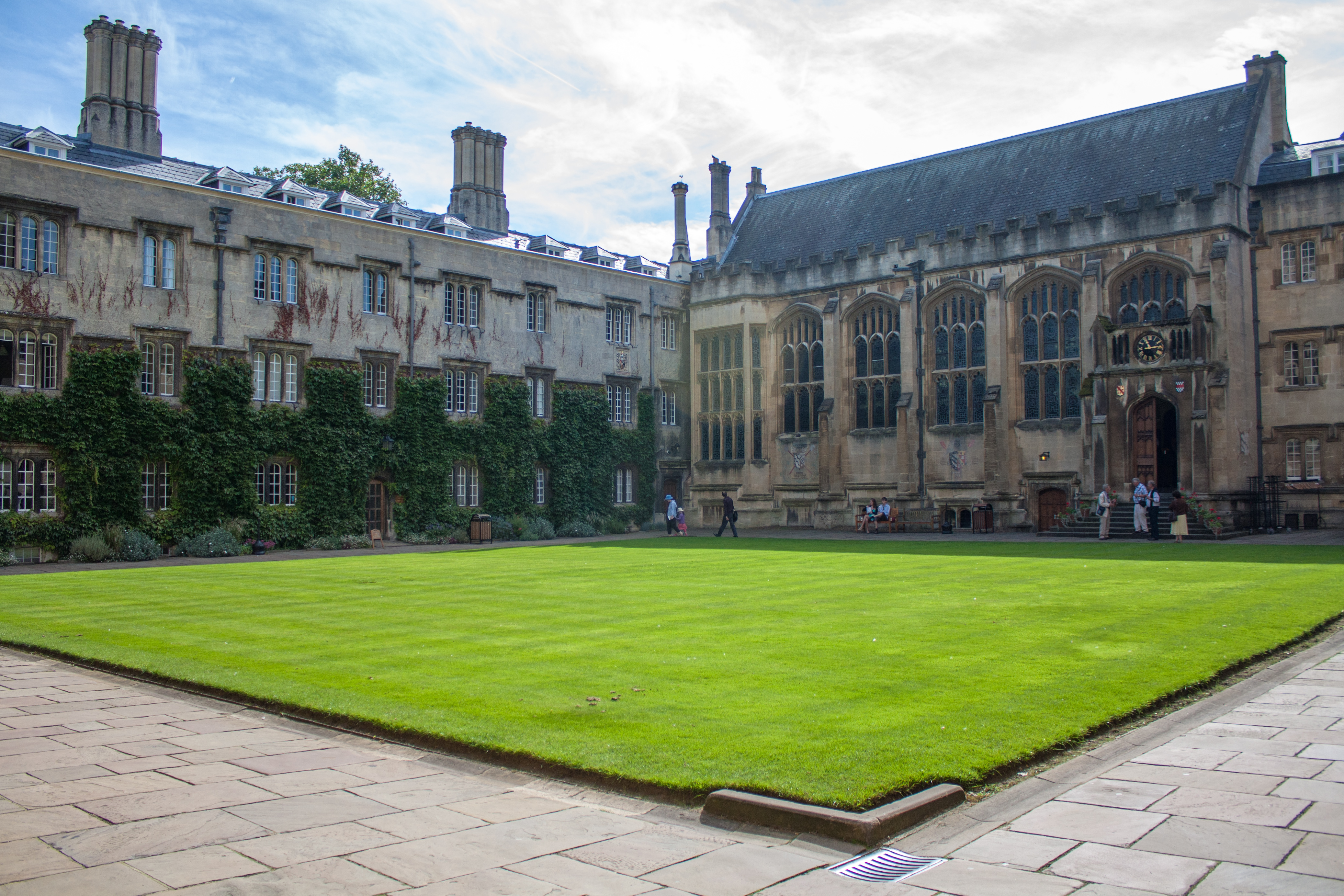
El patio cuadrangular del Exeter College, Oxford.

-Beaufort College (ficticia, representada por Merton College y University College)
-Wolsey College (ficticia, representada por Christ Church)
Otros lugares:
-Patio principal del Wadham College
-Eton College (utilizado para representar varias partes de Oxford)
-St John's Beaumont, Old Windsor (utilizado como ubicación del Foreign Examinations Syndicate)
-Ealing, Londres (ubicación de la casa de Morse y otras escenas genéricas)
-Universidad Brunel (utilizada para algunas escenas)
-Hospital Hillingdon (utilizado para algunas escenas)
-Puerto de Dover (utilizado para el episodio "Deceived by Flight")
Barrios y bares:
-Jericho (episodio "The Dead of Jericho")
-Woodstock Road (episodio "The Wolvercote Tongue")
-Randolph Hotel (varios episodios)

## Premios y nominaciones
La serie ha recibido 12 nominaciones y ha ganado 9 premios.

## Producción
La serie fue emitida por primera vez por la cadena ITV del Reino Unido y rodada por Zenith Production para Central Independent Television. Más tarde, entre 1995 y 1996, la producción pasó a Carlton UK Productions.

### Emisión en otros países
| País            | Título                             | Cadenas/Línea | Fecha de Inicio         | Fecha de Finalización |
| --------------- | ---------------------------------- | ------------- | ----------------------- | --------------------- |
| Dinamarca       | Inspector Morse                    | -             | -                       | -                     |
| Estados Unidos  | -                                  | -             | 4 de febrero de 1988    | -                     |
| Finlandia       | Komisario Morse Ylikomisario Morse | -             | -                       | -                     |
| Francia         | Inspecteur Morse                   | -             | -                       | -                     |
| Japón           | -                                  | -             | 5 de abril de 2001      | -                     |
| Italia          | Ispettore Morse                    | -             | -                       | -                     |
| Noruega         | Inspektør Morse                    | -             | -                       | -                     |
| Países Bajos    | -                                  | -             | 25 de mayo de 1990      | -                     |
| Polonia         | Sprawy inspektora Morse'a          | -             | -                       | -                     |
| Reino Unido     | -                                  | -             | 6 de enero de 1987      | -                     |
| Suecia          | -                                  | -             | 21 de noviembre de 1987 | -                     |
| Unión Soviética | Инспектор Морс                     | -             | -                       | -                     |

### Vehículo del protagonista

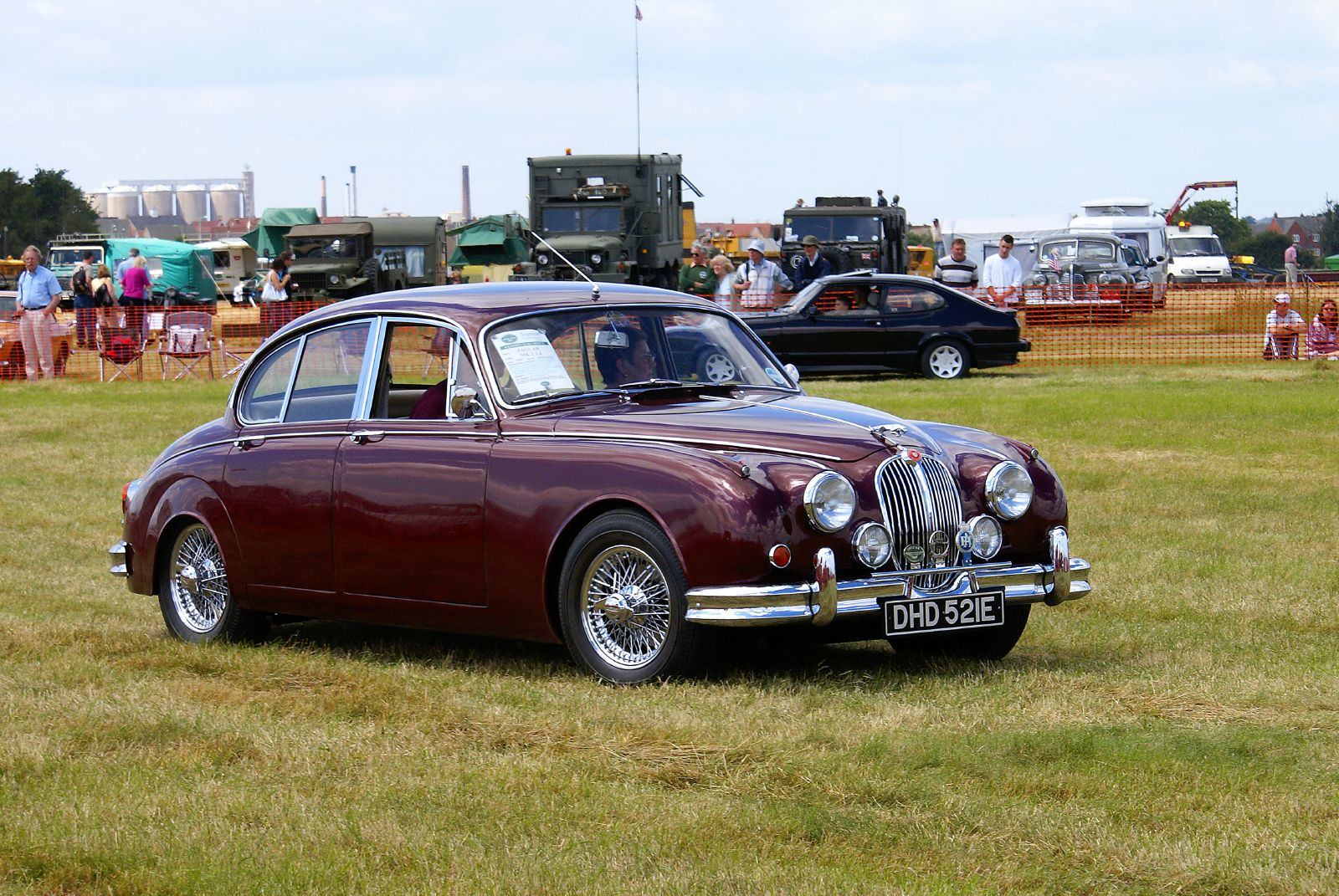
El automóvil Mark II Jaguar que utilizaba el Inspector Morse en la serie.

El automóvil clásico Jaguar modelo Mark II con un motor de 2.4 litros, color rojo regency (es una tonalidad de rojo que se caracteriza por tener un tono más oscuro y profundo, con matices ligeramente más violáceos que el rojo tradicional) de 1960 con matrícula 248 RPA fue utilizado por el Inspector Morse a lo largo de la serie. Se convirtió en sinónimo del personaje principal, a pesar de que Morse conducía un automóvil Lancia en las primeras novelas. Después del inicio de la serie de televisión, las novelas cambiaron al Jaguar, pero en ninguno de los libros se hace mención de por qué o cuándo Morse cambia de coche. Sin embargo, el autor Colin Dexter decidió realizar el cambio por un automóvil Jaguar, por sugerencia del actor John Thaw, porque según pespectiva, Morse habría conducido un coche británico, nunca un deportivo italiano. Incluso cambió el automóvil Lancia por un Jaguar en las reimpresiones posteriores de sus novelas. El automóvil se regaló en un concurso un año después de terminado el rodaje de la serie y en 2002, se subastó por 53.200 libras esterlinas de ese momento, un valor muy superior al de un Jaguar 2.4 normal. En noviembre de 2005, se vendió nuevamente por más de 100.000 libras esterlinas.